# Скарлат Калимахи
Скарлат Калимахи (на румънски: Scarlat Callimachi) е османски политик.
Роден е през 1773 година в Константинопол в семейството на Александър Калимахи от видната фанариотска фамилия Калимахи. През 1801 – 1806 година е велик драгоман при Високата порта. През 1806 година е назначен номинална за княз на Молдова, която по това време е под руска окупация, а през 1810 – 1812 година е в руски плен в Харков. Заема на практика поста си от 1812 до 1819 година. По това време сред неговите сътрудници са българинът Стефан Богориди и Маркос Драгумис. През 1819 година е осъден на смърт по подозрения в сътрудничество с Русия, но успява да се оправдае. През 1821 година е назначен за княз на Влашко, но не заема поста, заради започналата Гръцка война за независимост.
Скарлат Калимахи е отровен на 12 декември 1821 година в Болу поради подозрения, че симпатизира на гръцкото национално движение.